# Беляевское сельское поселение (Смоленская область)
Беля́евское се́льское поселе́ние — бывшее муниципальное образование в составе Велижского района Смоленской области России. Административный центр — деревня Беляево. На территории поселения находилось 15 населённых пунктов.
Образовано 2 декабря 2004 года. Упразднено 20 декабря 2018 года, территория и населённые пункты переданы в Крутовское сельское поселение.
Главой поселения и Главой администрации являлась Осипова Валентина Сергеевна.
| 2011 | 2012 | 2013 | 2014 | 2015 | 2016 | 2017 |
| ---- | ---- | ---- | ---- | ---- | ---- | ---- |
| 274  | ↘273 | ↘272 | ↗276 | ↘255 | ↗256 | ↗260 |
| 2018 | 2019 |      |      |      |      |      |
| ↘256 | ↘248 |      |      |      |      |      |

## Географические данные
- Общая площадь: 195,1 км²
- Расположение: юго-западная часть Велижского района
- Граничило:
  - на севере — с Велижским городским поселением
  - на востоке — с Крутовским сельским поселением
  - на юге — с Руднянским районом
  - на западе — с Беларусью
  - на северо-западе — с Будницким сельским поселением
- По территории поселения проходит автомобильная дорога Р131 Велиж — Сеньково (Граница с Беларусью).
- Крупная река: Западная Двина.

## Состав
В состав поселения входили следующие населённые пункты:
- Деревня Беляево — административный центр
- Верхние Секачи, деревня
- Верховье, деревня
- Верховское Лесничество, деревня
- Гредяки, деревня
- Дятлово, деревня
- Лученки, деревня
- Мартишки, деревня
- Матюхи, деревня
- Миловиды, деревня
- Нивы, деревня
- Нижние Секачи, деревня
- Пустыньки, деревня
- Романы, деревня
- Сеньково, деревня